# (74118) 1998 QS50
(74118) 1998 QS50 – planetoida z pasa głównego asteroid okrążająca Słońce w ciągu 4,43 lat w średniej odległości 2,7 j.a. Odkryta 17 sierpnia 1998 roku.